# Kõo
Kõo [kɤo] (deutsch: Wolmarshof) ist eine Landgemeinde im estnischen Kreis Viljandi mit einer Fläche von 149,5 km². Sie hat 1159 Einwohner (2011).
Kõo liegt im Norden des Landkreises. Die Gemeinde liegt 38 km von Viljandi und 143 km von Tallinn entfernt. Neben dem Hauptort Kõo (377 Einwohner) umfasst die Landgemeinde die Dörfer Arjassaare, Arussaare, Kangrussaare, Kirivere, Koksvere, Loopre, Maalasti, Paaksima, Paenasti, Pilistvere, Saviaugu, Soomevere, Unakvere und Venevere.
Mit dem Bau der Andreas-Kirche von Pilistvere wurde bereits 1222 begonnen. Sie wurde mehrmals zerstört und wiedererrichtet. 1687 fand dort die 2. Bibelkonferenz statt, die einen Meilenstein in der estnischen Sprach- und Kulturgeschichte darstellt. Auf dem Friedhof von Pilistvere liegt der Mitbegründer des estnischen Staates, Jüri Vilms, begraben, dessen Grabmal während der sowjetischen Besetzung Estlands unzerstört blieb.

## Söhne und Töchter der Landgemeinde
- August Rei (1886–1963), Jurist und Politiker
- Hans Kalm (1889–1981), Militär
- Jüri Lossmann (1891–1984), Leichtathlet
- Roman Toi (1916–2018), Komponist
- Tuuli Vahtra (* 1989), Schachspielerin